# Castello Malaspina-Dal Verme (Bobbio)
Il castello Malaspina-Dal Verme di Bobbio è una possente costruzione quadrangolare situata all'interno dell'abitato, in posizione elevata nella parte alta del paese e sopra al parco omonimo. È inserito nel circuito dell'Associazione dei Castelli del Ducato di Parma, Piacenza e Pontremoli.
Dal gennaio 2020 la gestione è passata al Comune di Bobbio.

## Storia
Il borgo di Bobbio cominciò ad essere fortificato, con la costruzione delle mura, nel XIII secolo, un documento del 1219 nomina una braida de castello. La costruzione del fortilizio, come lo vediamo oggi, si deve a Corradino Malaspina nei primi anni del Trecento.

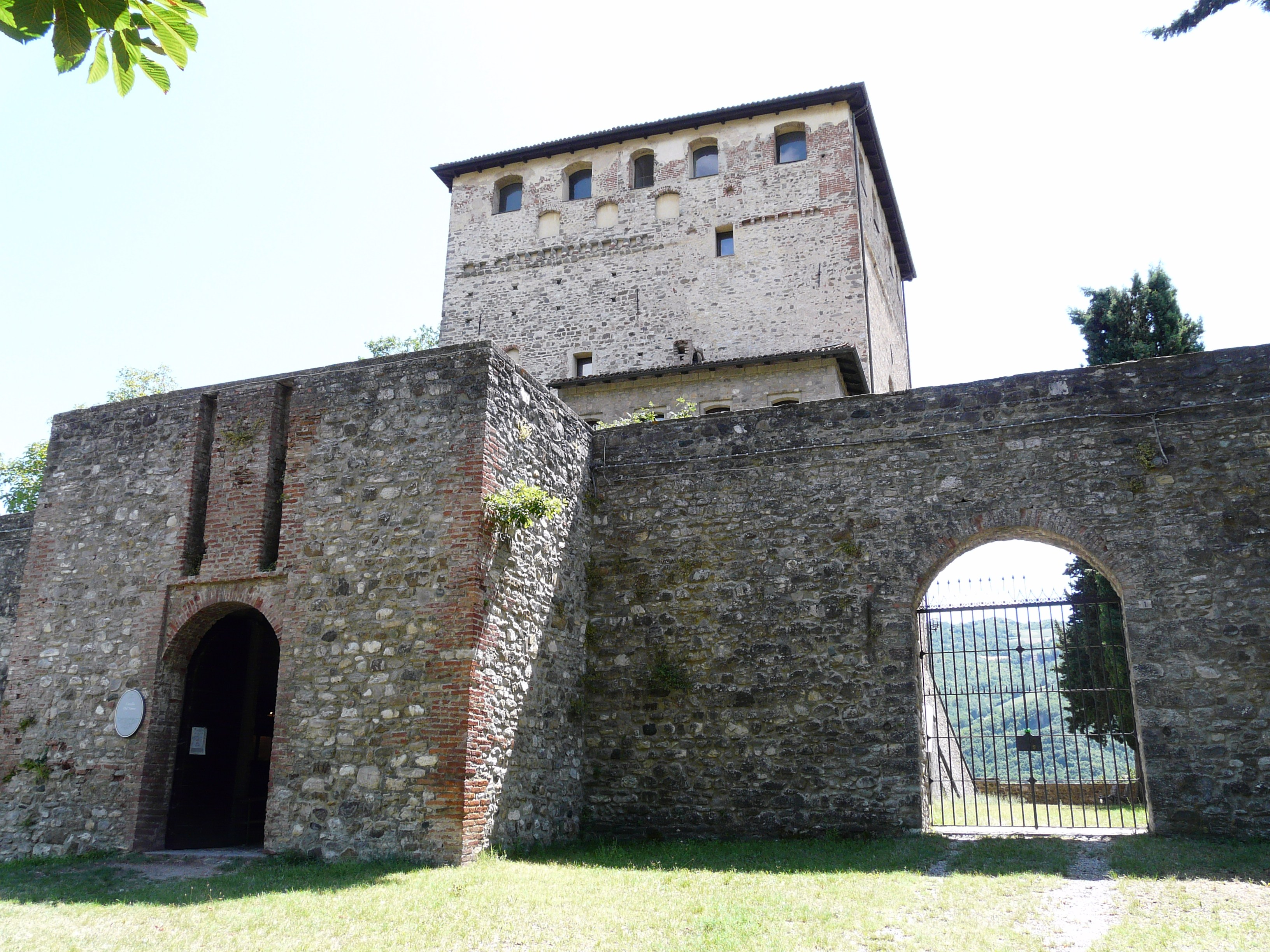
Entrata principale del castello

Venne edificato di fianco ad un'antica chiesa romana che un tempo gli storici ritenevano potesse essere l'antica chiesa romana della Basilica di San Pietro, che era stata costruita prima dell'arrivo di san Colombano da un ignoto missionario che evangelizzò il primitivo borgo romano. Successive indagini geologiche ed archeologiche hanno però dimostrato che la basilica antica era esattamente dove è oggi l'attuale basilica abbaziale, ricostruita più volte per stratificazione sia in epoca longobarda e carolingia che medievale e rinascimentale. La chiesa del castello, detta anche non a caso "del vescovo", di cui rimangono i resti a lato ingresso assieme alla torre, era l'antica chiesa di Santa Maria, utilizzata fin dall'epoca longobarda per le celebrazioni in cui potevano parteciparvi anche le donne, infatti la chiesa monastica era preclusa all'elemento femminile. Essa divenne dal 1017 al 1075 la sede temporanea del vescovo-conte e della diocesi di Bobbio, prima della costruzione definitiva della nuova Cattedrale di Santa Maria Assunta di cui ne assunse il nome ed il titolo. Infatti il nuovo potere politico-amministrativo sorto il 14 febbraio del 1014 con l'elevazione di Bobbio dal rango di borgo a città e sede vescovile, temporaneamente nella persona di Pietroaldo già abate e nuovo abate-vescovo, si scisse nel 1017 nelle persone del nuovo abate Bosone e nel nuovo vescovo Attone, che sposto la sede diocesana temporaneamente nell'antica chiesa romana di Santa Maria.
Nel turbolento periodo delle lotte tra Guelfi e Ghibellini il castello fu presidio dei Ghibellini, vi si rifugiavano i nobili in fuga dagli assalti portati dal Comune di Piacenza (Guelfo) ai castelli della val Trebbia.
Nel 1342 diviene possesso dei Visconti di Milano, nel 1413 venne conquistato dagli Anguissola di Travo per un solo anno, ritornò ai Visconti che nel 1436 assegnarono il castello con il titolo di conte di Bobbio, Voghera e Val Tidone ai Dal Verme che ne mantennero il possesso con alterne vicende fino alla soppressione del feudalesimo.
La struttura trascurata, che cominciava ad andare in rovina fu venduta nel 1814 a Paolo dalla Cella e dai suoi eredi ceduta allo stato nel 1956.
Attualmente è visitabile ed è inserito nel circuito dell'Associazione dei Castelli del Ducato di Parma, Piacenza e Pontremoli.
Dal dicembre 2014 il Ministero per i beni e le attività culturali lo gestiva in "gestione diretta" tramite il Polo museale dell'Emilia-Romagna, nel dicembre 2019 divenuto Direzione regionale Musei.
A partire dall'11 gennaio 2020 la gestione del Castello Malaspina-Dal Verme di Bobbio è passata al Comune di Bobbio.

## Struttura

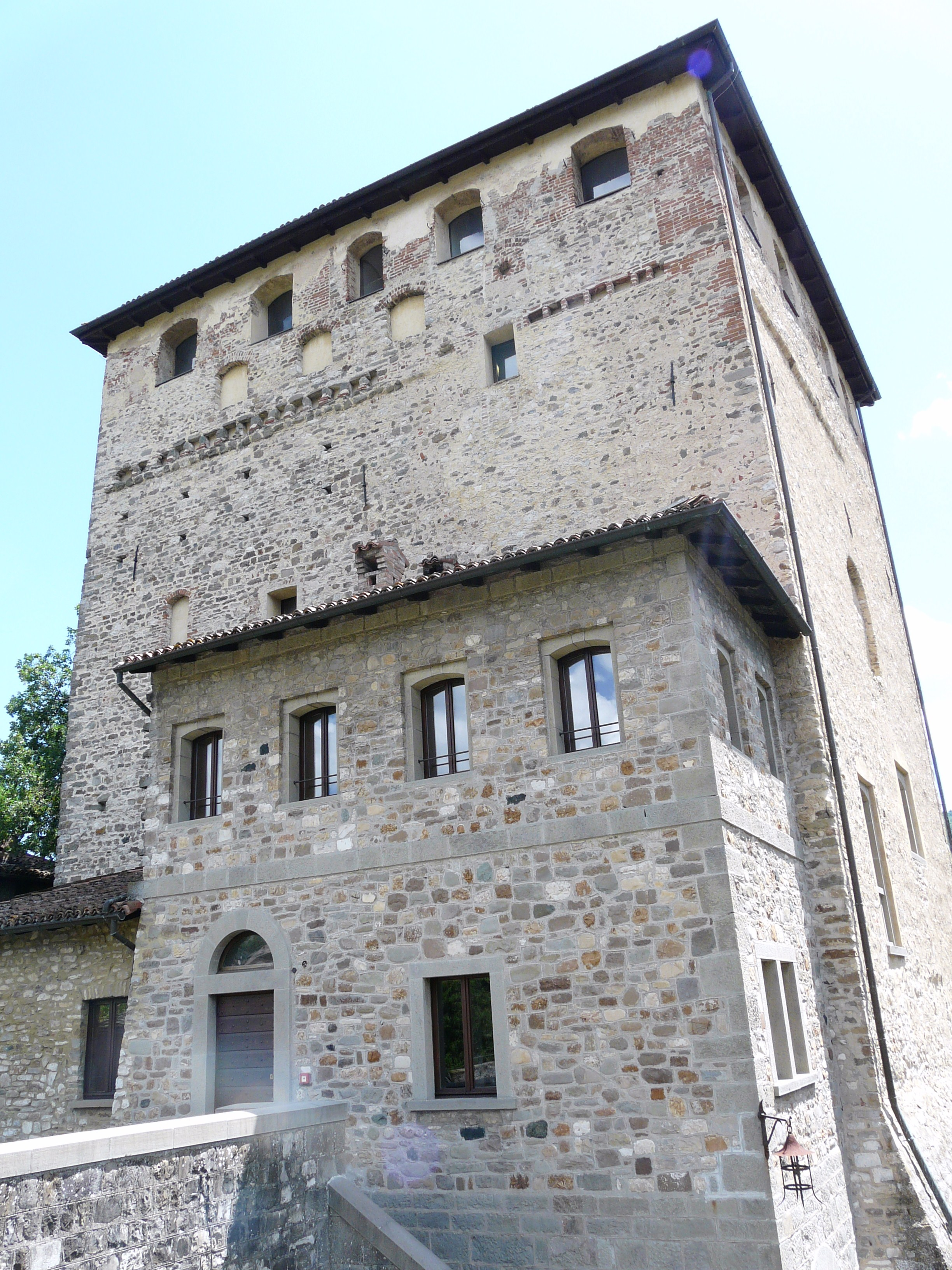
Il mastio del castello

### Torre del vescovo
È la parte più antica, costruita dopo il 1017 vicino all'antica chiesa romana di Santa Maria, probabilmente torre campanaria poi adattata a scopi difensivi. Prima della costruzione del castello vi erano alloggiate le truppe, fu abbassata in epoca imprecisata.

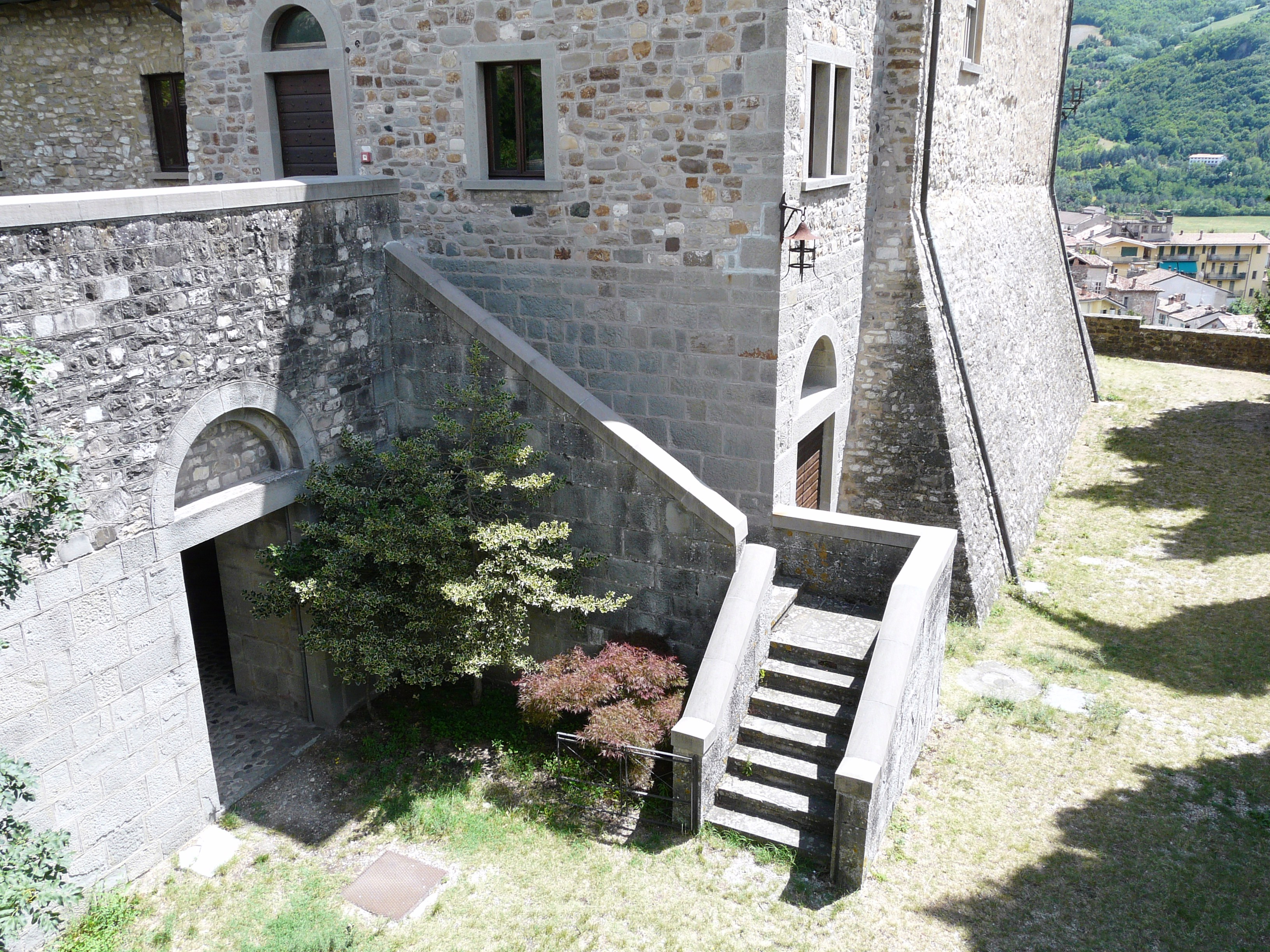
L'atrio d'ingresso al castello

### Castello
Costituito da un massiccio mastio a base rettangolare a cui sono collegate una torretta rotonda, una quadrata e altri piccoli edifici, l'alloggio delle guardie e uno di recente costruzione, molto più bassi del mastio. Tutte le costruzioni sono in pietra con inserti in laterizio, hanno finestre piccole e sono dotate tutte di tetti in coppi. Rimangono le tracce di due ingressi dotati di ponte levatoio, anticamente solo l'ingresso di nord-ovest dava l'accesso al mastio. Il mastio ha cinque piani con locali con il soffitto a botte e pavimenti in legno intarsiato; i primi tre ad uso abitativo, il quarto per l'alloggio delle truppe e l'ultimo per le manovre difensive, consiste in un sottotetto retto da quattro pilastri oggi illuminato da 18 finestre di recente apertura, in origine vi erano solo feritoie strombate.

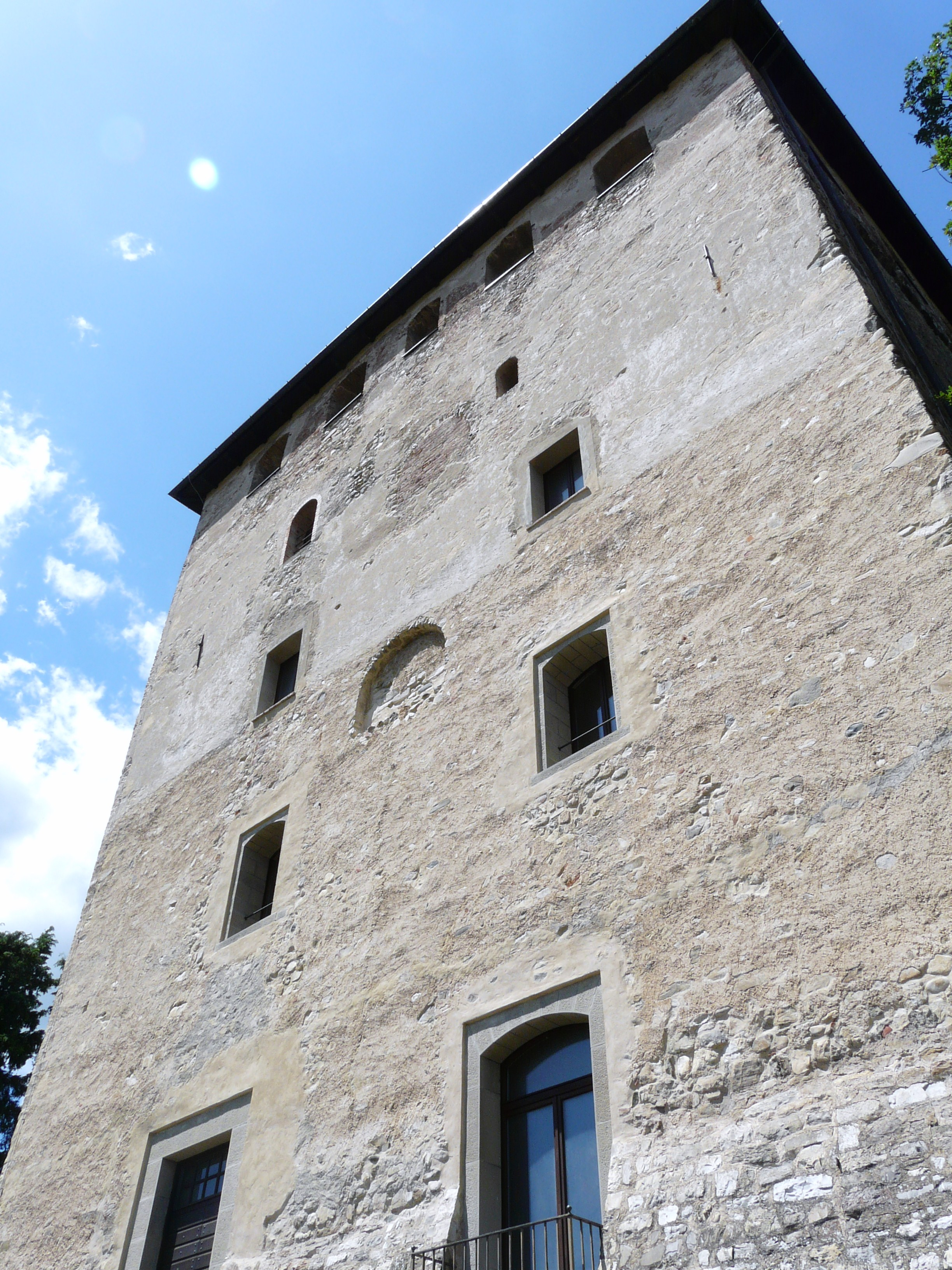
Il mastio verso Bobbio

### Le mura
Due erano le cinte murarie, la più interna, che cinge il mastio da vicino, ha forma quadrangolare e risulta essere costruita su un terrapieno che mantiene il castello in posizione soprelevata.
Oggi della cinta muraria esterna, abbattuta nel 1858 non rimane traccia, dalle piante settecentesche risulta che il maniero era collegato a una cinta muraria esterna dotata di porte fortificate, che al suo interno aveva altre due torri: il torrino e la torre di Primatello.

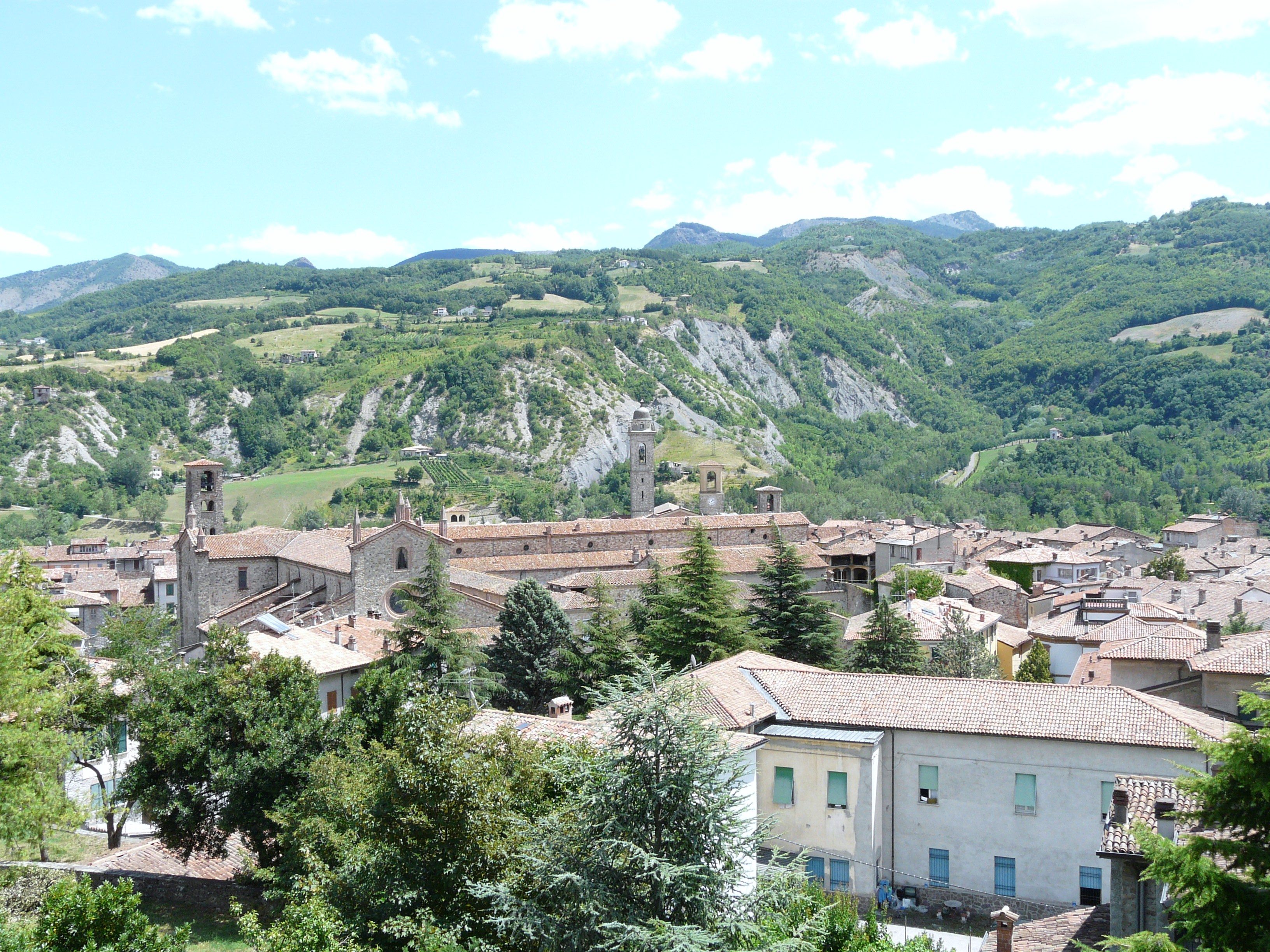
Panorama di Bobbio e dell'abbazia dal cortile del castello

## Leggenda del pozzo dei coltelli
Si narra la leggenda del pozzo dei coltelli, ubicato presso il castello nei sotterranei della torre circolare di sud-est, oggi riempito e chiuso; si sarebbe trattato di un pozzo con il condotto rivestito da numerosissime lame affilate, sporgenti e messe orizzontalmente e comunicante con una segreta senza via di uscita. Chi ci finisse dentro non è dato a sapere, verosimilmente nemici del signore e gente sgradita, ma si narra anche di giovani donne rapite dai vari castellani. Nei racconti anche degli ultimi proprietari del castello si fa riferimento al fatto che coloro che venivano scaraventati nel pozzo in parola preferissero buttarsi contro le lame sui bordi, al fine di evitare l'agonia nella segreta; si narra pure di “fantasmi”, c'è chi giura di averli visti sopra le mura, forse dei condannati a questo supplizio.

## Note

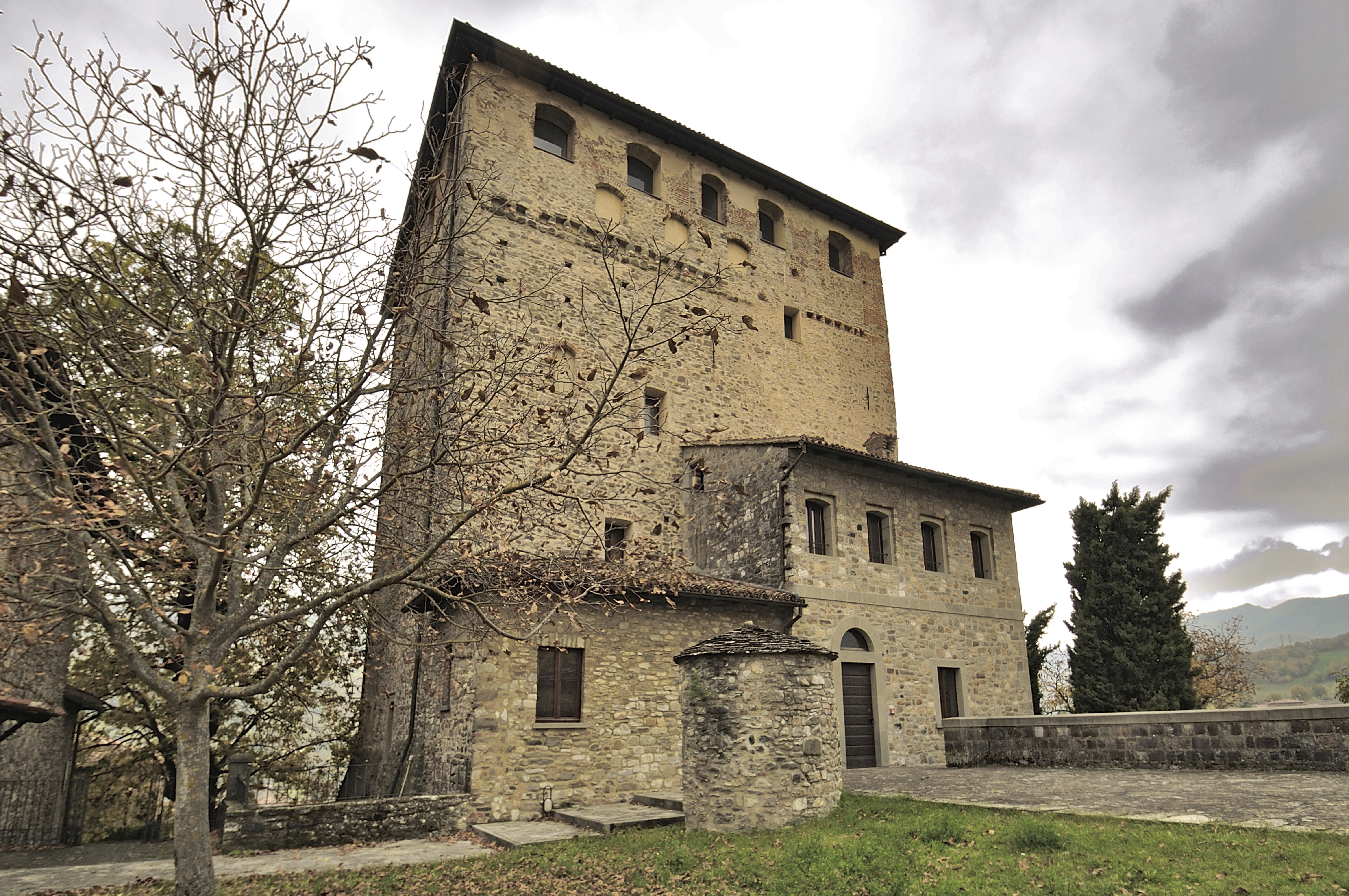
Il cortile alto sopra le mura con il pozzo e l'entrata al mastio